# Borup Ø
Borup Ø – niezamieszkana wyspa u północnych wybrzeży Grenlandii, położona na Morzu Lincolna. Powierzchnia wyspy wynosi 163,7 km², a długość jej linii brzegowej to 57,2 km.